# Insolente Veggie
Insolente Veggie est une série de bande dessinée de la dessinatrice et militante antispéciste végane Rosa B, créée en 2015 et publiée par les Éditions La Plage. 
Devenue végétalienne en 2006 en réaction à la souffrance des animaux d’élevage, l'auteure Rosa B. crée son blog Insolente Veggie en 2008, « pour partager ses aventures quotidiennes dans un monde où les animaux ne sont que des objets ». L'album Une végétalienne très très méchante sort en 2015, c'est le premier tome de la série Insolente Veggie. Les albums suivants sortent respectivement en 2016, 2017 et 2018.

## Historique

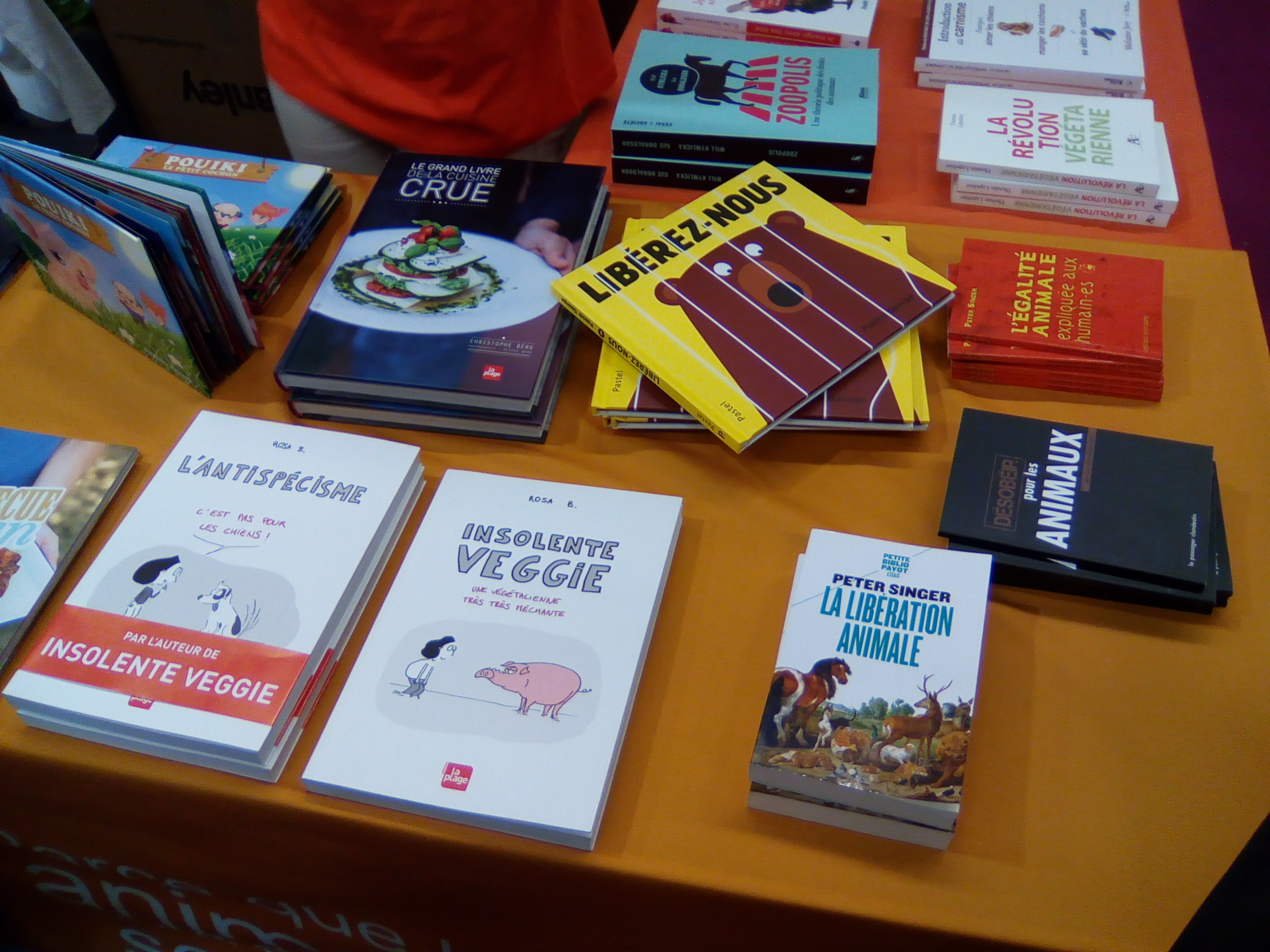
Deux albums de la série sur un stand du salon Vivre autrement en 2017.

Depuis 2008, l'auteure, Rosa B., militante antispéciste et végane, « croque ses doutes et coups de gueule sur son blog « Insolente Veggie » pour partager ses aventures quotidiennes dans un monde où les animaux ne sont que des objets ». Elle écrit sur le carnisme et le spécisme avec humour. 
De 2012 à 2014, elle publie ses planches dans la revue Alternatives végétariennes de l'Association végétarienne de France. 
En 2015, quelques jours avant la Veggie Pride, elle sort son premier album, Une végétalienne très très méchante, recueil de ses meilleurs dessins et inédits,. Les albums suivants sortiront respectivement en 2016, 2017 et 2018.

## Albums de la série
1. Une végétalienne très très méchante - préface de Brigitte Gothière[6], 8 octobre 2015, 176 pages, (ISBN 978-2842214463)
2. L'antispécisme c'est pas pour les chiens ! - 3 novembre 2016, 176 pages, (ISBN 978-2842214982)
3. Mort à la viande !  - préface de Martin Page[7] - 19 octobre 2017, 176 pages, (ISBN 978-2842215620)
4. Ils sont parmi nous !  - préface de Guillaume Meurice[8], 18 octobre 2018, 176 pages, (ISBN 978-2842216320)

### Album n°1:Une végétalienne très très méchante

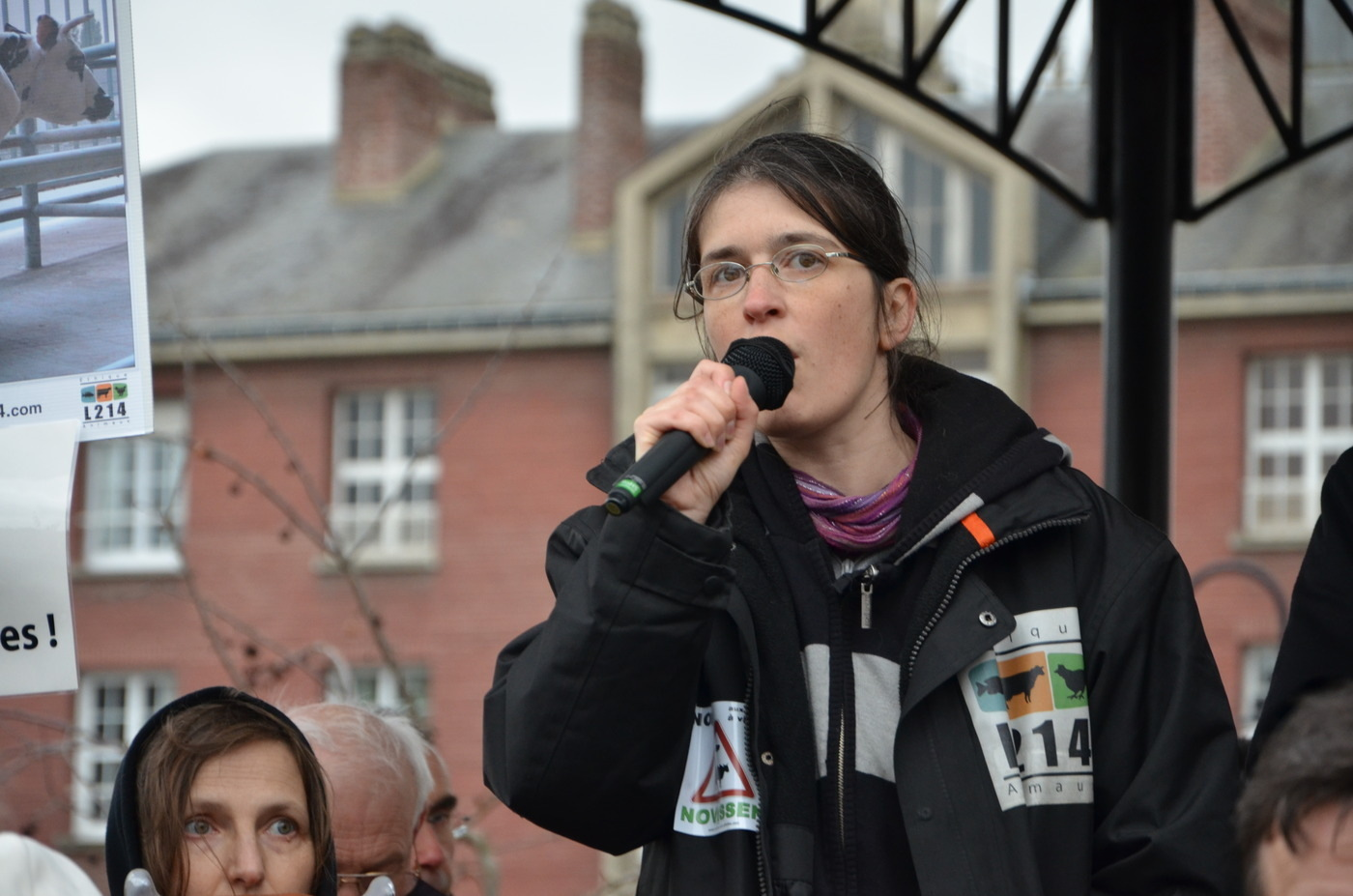
Brigitte Gothière, la cofondatrice, porte-parole et directrice de L214, association qui défend la cause végane et les droits des animaux, a préfacé l'album n°1 dInsolente Veggie.

Paru en octobre 2015 quelques jours avant la Veggie Pride, une manifestation antispéciste organisée à Paris pour « affirmer la fierté de refuser de faire tuer des animaux pour la consommation », l'album de 176 pages, préfacé par Brigitte Gothière, reprend des dessins qui sont à l'origine de la notoriété du blog « Insolente Veggie », mais aussi de nombreux inédits. 
Selon Bédéthèque, « l'auteure aborde avec humour et un esprit militant les thèmes qui font le quotidien des végétariens, des végétaliens et des véganes aujourd'hui ». 

### Album n°2:L'antispécisme c'est pas pour les chiens!
Paru en novembre 2016, l'album n°2 de 176 pages, aborde le sujet du spécisme,   
- Qu’est-ce que le spécisme ?
- À quoi ressemble la vie d’un antispéciste ?
- L’homme est-il le nec plus ultra de la création ?

Selon Bédéthèque, c'est un « petit cours illustré d'antispécisme plein d'humour, d'un peu de mauvaise foi et de beaucoup d'insolence ».

### Album n°3:Mort à la viande!

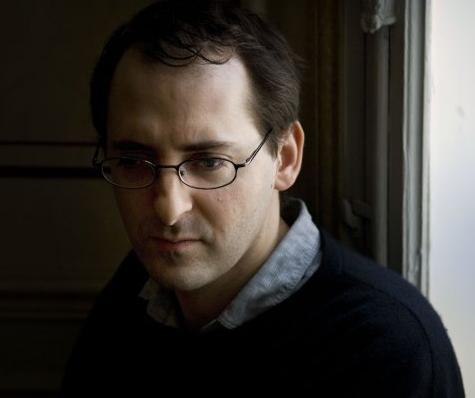
L'écrivain végane Martin Page a préfacé l'album n°3 dInsolente Veggie.

Paru en octobre 2017, le troisième album de 176 pages préfacé par l'écrivain Martin Page, aborde le sujet de la viande  que Bédéthèque résume ainsi : 
« Peut-on manger de la viande tout en respectant les animaux ? Les éleveurs sont-ils tristes quand leurs bêtes partent à l'abattoir ? Être végane, ça coûte cher ? Rosa B. répond à toutes ces questions en abordant avec causticité et humour ce qui fait le quotidien des végétariens, des végétaliens et des véganes aujourd'hui ». 

### Album n°4:Ils sont parmi nous!

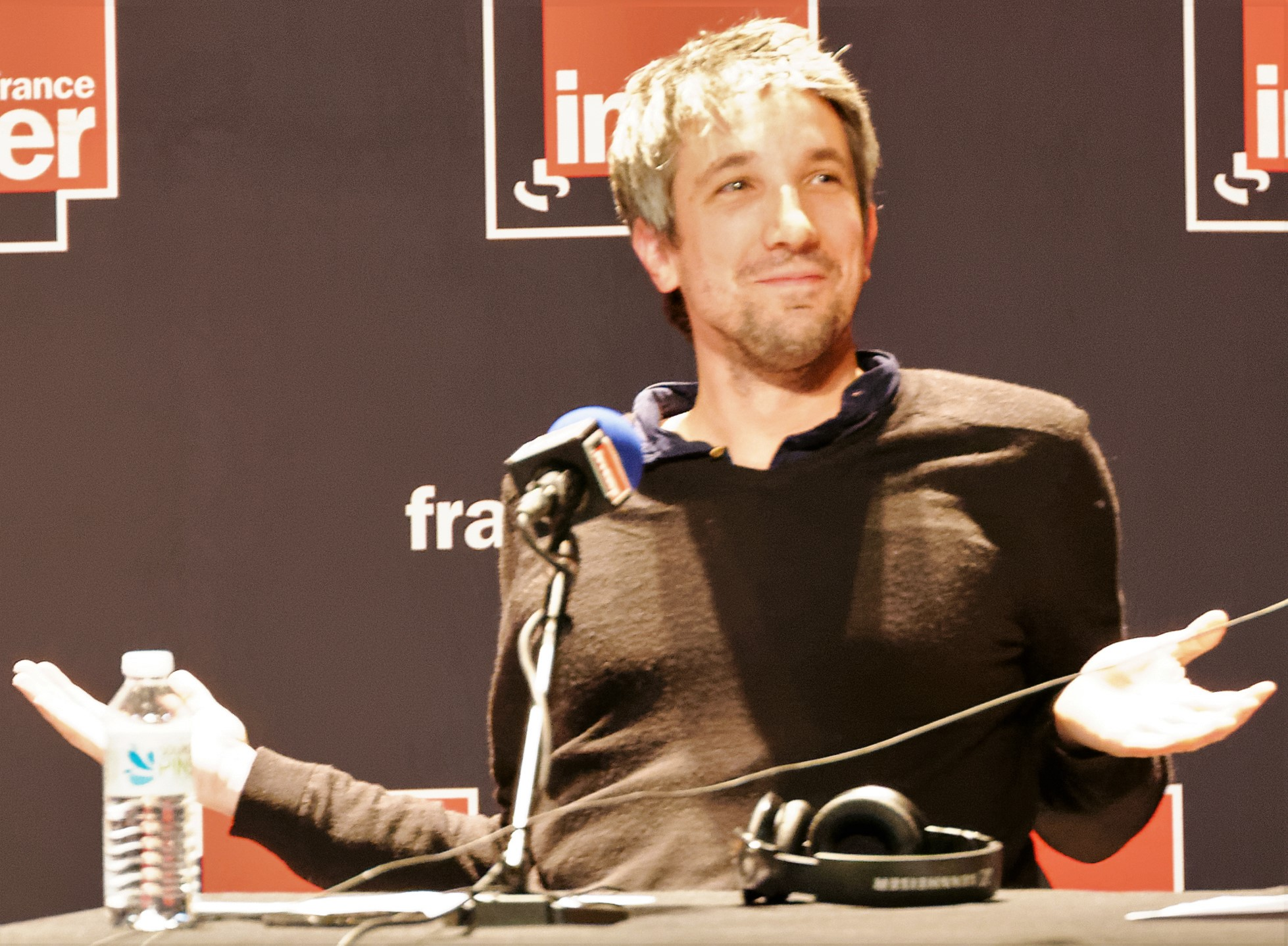
L'humoriste et chroniqueur Guillaume Meurice a préfacé l'album n°4 dInsolente Veggie.

L'auteure a pu s’investir beaucoup plus pour ce quatrième album paru en octobre 2018 et préfacé par Guillaume Meurice, notamment en raison du support qu'elle a reçu sur Tipeee, une plateforme de financement participatif. Elle y réalise ainsi des reportages sur le Salon de l’Agriculture ou dans des refuges d’animaux. On y trouve également un résumé dessiné de Zoopolis, une théorie politique des droits des animaux ; le constat amiable d’accident de chasse ; des informations sur les préservatifs ; une aventure au supermarché ; le récit de son séjour au Refuge GroinGroin ; et même de la science-fiction.
D'après l'auteure, « c’est un pavé hyper ardu, je voulais donner envie de le lire. J’ai été en contact avec les auteurs pour qu’ils valident les propos. C’était un gros morceau ! Sinon, pour renouveler les sujets, je m’adapte à l’actualité. Cette année, j’ai rebondi sur les bris de vitrines [de boucheries attaquées par des militants végans]… »

## Nominations et prix
- En novembre 2018, Mort à la viande ! est nommé pour le Prix Maya du livre animaliste[15].

- En juin 2020, Ils sont parmi nous ! est lauréat du Prix Maya 2020, du livre animaliste, dans la catégorie bande-dessinée[16],[17].